# Tachicardia ventricolare
La tachicardia ventricolare (TV) è un'aritmia ipercinetica caratterizzata da una frequenza ventricolare elevata, con un limite indicativo minimo di 100-150 battiti per minuto (variabile a seconda delle fonti).
L'onda di depolarizzazione non nasce nel nodo seno-atriale, ma da un focus ectopico posto a livello del miocardio ventricolare. La depolarizzazione può in alcuni casi superare il nodo atrio-ventricolare e depolarizzare in maniera retrograda gli atrii.
Il cuore tollera male questo ritmo nel medio termine e i pazienti, se non curati, passano in una TV senza polso o in una FV.

## Meccanismo elettrofisiologico
I meccanismi elettrofisiologici delle tachicardie ventricolari sono stati indagati soprattutto in studi sperimentali. I meccanismi principali sono tre: anormale automatismo, attività triggerata dipendente da post-depolarizzazione precoce e tardiva, anormale conduzione dell'impulso e rientro.

### Automatismo
Le cellule del sistema di conduzione His-Purkinje possiedono la proprietà dell'automatismo: uno spontaneo declino del potenziale di membrana (depolarizzazione) durante la diastole porta all'innesco del potenziale d’azione una volta raggiunta una differenza di potenziale soglia della membrana. Ciò permette a queste cellule di comportarsi come pacemaker sussidiario in caso di difetto dell'automatismo del sistema di formazione dell'impulso soprastante. L'automatismo è influenzato dal sistema neurovegetativo. L'automatismo è aumentato in caso di potenziale di riposo ridotto, ottenuto ad esempio in modelli sperimentali canini, dopo legatura della coronaria o stretch di parete. Anche cellule del miocardio di lavoro possono presentare un anormale automatismo.

### Attività innescata
L'aritmia è innescata da anomale depolarizzazioni della membrana cellulare nella parte finale del potenziale d'azione (fase 3) o dopo di esso durante la ripolarizzazione diastolica (fase 4) che determinano il raggiungimento del potenziale soglia. Sono state studiate post-depolarizzazioni precoci (Early afterdepolarizations) e post-depolarizzazioni tardive (Delayed afterdepolarizations).
- Le post-depolarizzazioni precoci sono legate a prolungamento della durata del potenziale d'azione. Vi sono modelli animali in cui esse vengono causate da effetti tossici farmacologici o da stretching delle cellule dovuto a scompenso cardiaco, oppure sono provocate in cellule animali o umane da mutazioni delle molecole costituenti i canali di membrana del sodio, del potassio o del calcio.[2]
- Le post-depolarizzazioni tardive sono causate, sia in cellule di Purkinje sia del miocardio di lavoro, da un accumulo di calcio intracellulare durante la diastole. Sono state studiate in modelli animali sfruttando la tossicità da farmaci e la stimolazione simpatica, oppure utilizzando individui con difetti genetici del recettore della ryanodina.[3]

### Rientro
Possono verificarsi dei fronti d'onda di depolarizzazione, che si muovono lungo un circuito chiuso (essi quindi rientrano); i circuiti sono di varia forma, circolari, a 8, o più complessi, sia a livello di poche cellule (microrientro), sia a livelli più ampi del tessuto muscolare (macrorientro). La condizione per il verificarsi di questi circuiti è la presenza di un rallentamento della velocità di conduzione in una branca del circuito e di un blocco di conduzione unidirezionale nell'altra branca del circuito. In questo modo il fronte d'onda, che attraversa la prima branca (ma è bloccato nella seconda)  è più corto della lunghezza del circuito di rientro (la lunghezza d'onda del fronte è data dalla velocità di conduzione x il periodo refrattario). Esso viene condotto in via retrograda nella seconda branca nella quale vi è il blocco di conduzione unidirezionale anterogrado. Esistono molti modelli sperimentali di rientro in animali, in cui le anomalie di conduzione dell'impulso sono determinate da ischemia acuta o, nella border zone di cicatrici infartuali,
da alterazione dei canali ionici o delle giunzioni intercellulari.

## Clinica

### Diagnostica
All'elettrocardiogramma si presenta come una rapida successione di complessi QRS slargati di configurazione alterata. Le onde P possono essere indipendenti dai complessi QRS (dissociazione atrio-ventricolare), possono seguire i QRS e avere configurazione alterata (conduzione retrograda) oppure possono essere coperte dai complessi rapidi. Se vi sono condizioni predisponenti può evolvere in aritmie gravissime come la torsione di punta o la fibrillazione ventricolare.

### Classificazione
La tachicardia ventricolare si può classificare in base alla morfologia, alla durata degli episodi e ai sintomi

#### In base alla morfologia
- la TV monomorfa, quando tutti i battiti sono simili fra loro in un elettrocardiogramma di superficie[7][8]
- la TV polimorfa, in cui un battito varia morfologia rispetto al successivo. Questo può apparire come un progressivo cambiamento ciclico dell'asse cardiaco, conosciuto con il suo nome francese torsades de pointes. Tuttavia, al momento attuale, il termine torsione di punta si utilizza per le tachicardie ventricolari polimorfe che si verificano nel contesto della sindrome del QT lungo.[9]

#### In base alla durata
- Tachicardia ventricolare sostenuta, con una durata maggiore di 30 s.
- Tachicardia ventricolare non sostenuta, con una durata inferiore ai 30 s.

#### In base ai sintomi
- la TV senza polso è associata a una gittata cardiaca non efficace, infatti è una causa di arresto cardiaco. In questa circostanza, viene trattata come la fibrillazione ventricolare (FV), ed è riconosciuta come uno dei ritmi defibrillabili sul protocollo dell'arresto cardiaco.
- Alcune TV sono associate a gittata cardiaca efficace e può anche essere asintomatica.

### Tachicardie ventricolari idiopatiche
La tachicardia ventricolare idiopatica è un'aritmia ventricolare con almeno 3
complessi ventricolari a frequenza superiore a 120 bpm in pazienti con cuore strutturalmente normale. Possono originare dal ventricolo sinistro o destro e non richiedono la partecipazione degli atri o del nodo atrio-ventricolare.
Il termine idiopatico riflette l'attuale mancanza di conoscenze sulle cause di queste aritmie. 
La diagnosi, oltre che sul criterio di esclusione di malattie strutturali sottostanti e di alterazioni genetiche dei canali ionici, si basa sulle caratteristiche elettrocardiografiche e cliniche e, in ultima analisi, sulle registrazioni/mappaggio endocavitari.
Si segue la classificazione di Michel Haïssaguerre, Cappato, Brugada, Delacrétaz, Hsia.
Si suddividono in tachicardie ventricolari idiopatiche monomorfe e polimorfe.
Le monomorfe si distinguono sulla base del sito di origine:
- dai tratti di efflusso dei ventricoli: del ventricolo destro (RVOT), del ventricolo sinistro (LVOT), dalle cuspidi aortiche, dall'arteria polmonare;
- dagli anelli delle valvole atrioventricolari (tratti di afflusso): anello mitralico, anello tricuspidale, para-hissiane.
- epicardiche
- fascicolari anteriore e posteriore